# Carl Honoré
Carl Honoré (ur. 29 grudnia 1967) – kanadyjski dziennikarz i publicysta, laureat wielu nagród.

## Życiorys
Urodził się w Szkocji, ale za swoje rodzinne miasto uważa Edmonton w Kanadzie. Po ukończeniu studiów (historia i italianistyka) na uniwersytecie w Edynburgu pracował z dziećmi ulicy w Brazylii. Pisał na temat Europy i Ameryki Południowej dla „Economist”, „Observer”, „Guardian”, „Miami Herald” „Houston Chronicle”, „Time Magazine” i kanadyjskiej „National Post”. Jest jednym z twórców ruchu Slow i jego rzecznikiem na całym świecie.
„Newsweek” określił go jako „międzynarodowego rzecznika idei czasu wolnego”. W „ABC TV News” nazwano go „nieoficjalnym ojcem chrzestnym narastającej tendencji wyhamowania”. „The Wall Street Journal” okrzyknęła go „długo oczekiwanym rzecznikiem spowolnienia”, a „Huffington Post” – „ojcem chrzestnym ruchu zwolnienia”. Poza częstymi występami w radiu, telewizji i na odczytach w wielu krajach, prowadzi wykłady na uniwersytetach i bierze udział w dyskusjach publicznych. Mieszka w Londynie z żoną, również publicystką, i dwójką dzieci.
Zadebiutował Pochwałą powolności. Jak zwolnić tempo i cieszyć się życiem, w której zajął się przymusem pośpiechu i pojawiającą się tendencją wyhamowania tempa życia. Jak napisano w „Financial Times”, stała się ona tym, czym dla komunizmu był Kapitał.
Inne książki to m.in. Pod presją. Dajmy dzieciom święty spokój!, Bez pośpiechu. Jak mądrze rozwiązywać problemy i nie zwariować w szybkim świecie, Siła wieku. Szczęśliwe życie w epoce długowieczności.

## Polskie przekłady
- Pod presją. Dajmy dzieciom święty spokój!, tłum.Wojciech Mitura, wyd. Drzewo Babel 2011
- Pochwała powolności. Jak zwolnić tempo i cieszyć się życiem, tłum.Krzysztof Umiński, wyd.Drzewo Babel 2012
- Bez pośpiechu. Jak mądrze rozwiązywać problemy i nie zwariować w szybkim świecie, tłum.Wojciech Mitura, wyd.Drzewo Babel 2015
- Siła wieku. Szczęśliwe życie w epoce długowieczności, tłum.Łukasz Witczak, wyd.Drzewo Babel 2020